# Ferdinand Sigg (Unternehmer)
Ferdinand Sigg (* 15. Dezember 1877 in Baden bei Wien; † 8. Februar 1930 in Nizza) war ein Schweizer Unternehmer und Hersteller von Aluminium-Haushaltswaren.

## Leben
Ferdinand Sigg war Sohn der Österreicherin Albertine, geb. Mohr (1843–1922) aus Friedeberg in Schlesien und des Giessermeisters Eduard Sigg aus Ossingen (1845–1906). Er machte eine Lehre als Metalldrücker in der Spielwarenfabrik der Gebrüder Märklin in Göppingen. Fachliche Weiterbildungen erhielt er in den USA. 1908 gründete Sigg zusammen mit Xaver Küng in Biel die Aluminiumwarenfabrik Küng, Sigg & Co. Sie stellte Freizeitartikel, Kochgeschirr und Elektrogeräte her.
Nachdem Küng 1913 aus dem Unternehmen ausgeschieden war, verlegte Sigg die Aluminiumwarenfabrik AG im Jahre 1917 nach Frauenfeld. Dort, unterstützt von seinen Brüdern Eduard, Georg und Hermann, baute er den Betrieb in den 1920er Jahren aus und gründete unter anderem auch Filialen in Dreux (1924) und Budapest (1930). Einen besonderen Aufschwung nahm das Unternehmen mit der Entwicklung des Dampfkochtopfs «Arta Pot», zudem wurden für das Militär Feldflaschen aus Aluminium produziert. Weitere Artikel waren Spulen für Spinnereien und Spielwaren.
Nach dem Tode von Sigg kam das Unternehmen auch wegen der Weltwirtschaftskrise in Schwierigkeiten und wurde 1936 von der Aluminiumwarenfabrik Gontenschwil AG übernommen.